# Insubrië

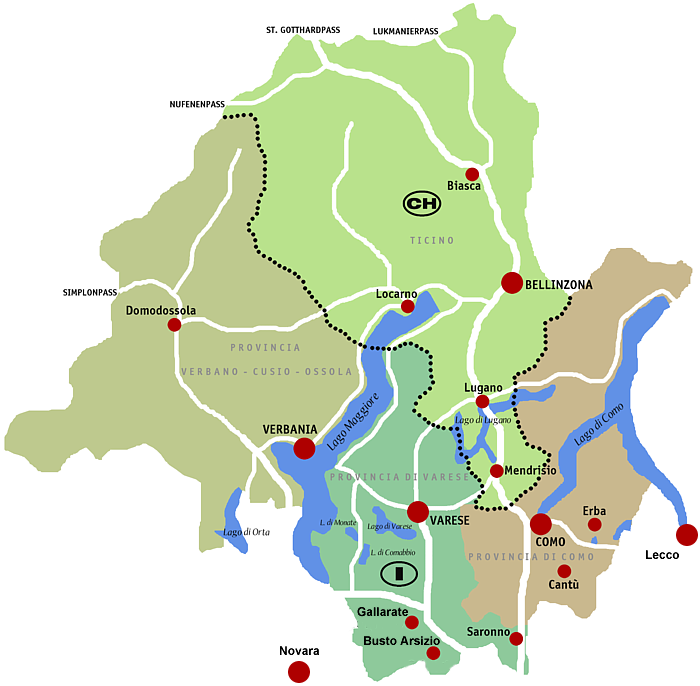
Kaart van de "Regio Insubrica"

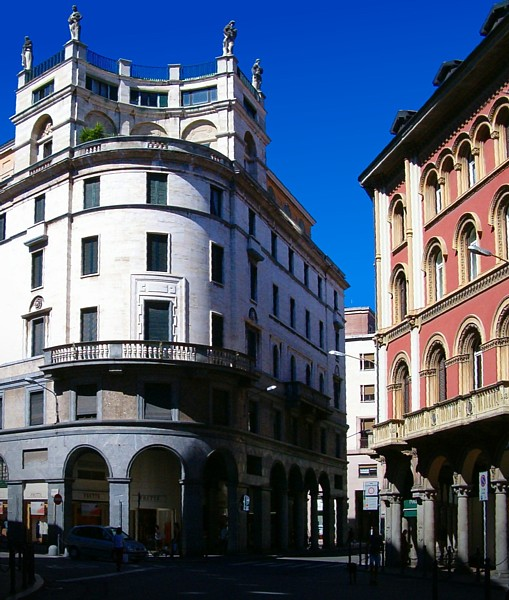
Varese

Insubrië is een historische streek die het Zwitserse kanton Ticino, de Lombardische provincies Varese en Como en de Piëmontese provincie Verbano-Cusio-Ossola omvat. Het werd bewoond door de Insubriërs, een keltische volk dat ten noorden van de rivier de Po leefde, tussen de rivier Adda en Sesia en ten zuiden van het gebergte van de Gotthardpas. De Insubriërs stichtten rond 600 v.Chr. de plaats Mehdlhan, door de Romeinen Mediolanum genoemd (het tegenwoordige Milaan). Varese is de officieuze hoofdstad van de regio, in deze plaats is de Università dell'Insubria gevestigd die ook een vestiging in de buurstad Como heeft.  
In 1995 is de Regio Insubrica opgericht, een economisch samenwerkingsverband tussen Italiaanstalig Zwitserland en de aangrenzende Italiaanse provincies.

## Belangrijkste plaatsen
- Bellinzona
- Lugano
- Varese
- Como
- Verbania

## Grootste meren
- Lago Maggiore
- Meer van Lugano
- Comomeer
- Ortameer
- Meer van Varese